# Herrania breviligulata
Herrania breviligulata là một loài thực vật có hoa trong họ Cẩm quỳ. Loài này được R.E. Schult. mô tả khoa học đầu tiên năm 1942.